# Adam Levine
Pour les articles homonymes, voir Levine.
Adam Levine (/ˈædəm ləˈviːn/), né le 18 mars 1979 à Los Angeles, est un chanteur, guitariste et acteur américain. Il est le leader du groupe de pop rock Maroon 5.

## Biographie

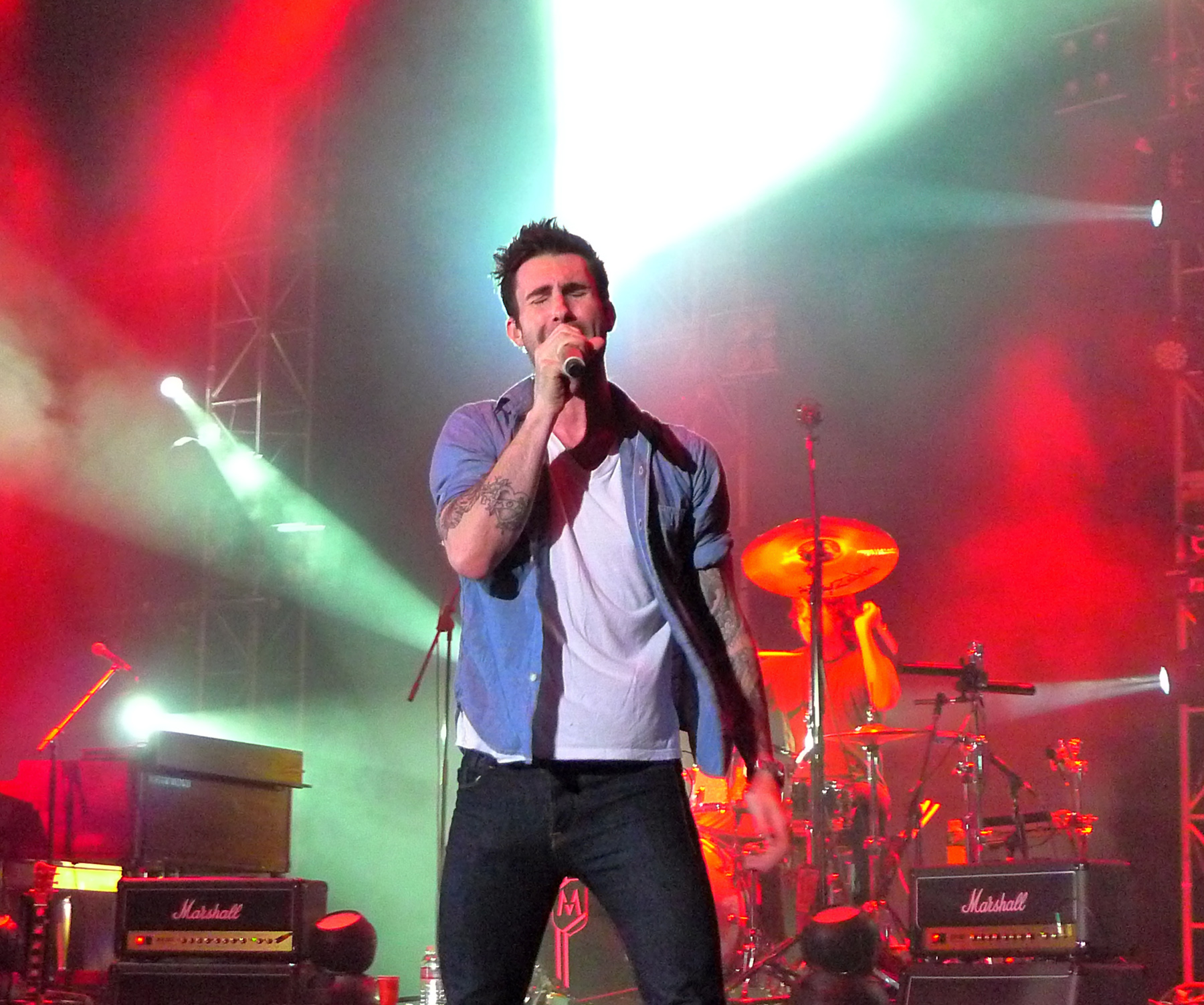
Maroon 5 en concert en 2011.

Adam Noah Levine (/ˈædəm ˈnoʊə ləˈviːn/) naît le 18 mars 1979 à Los Angeles. Très tôt durant son enfance, il est diagnostiqué avec des troubles de l'attention et de l'hyperactivité (TDAH), ce qui expliquait, en partie, ses difficultés à l'école,. Il est d'origine juive par son père et son grand-père maternel.
Adam Levine fréquente l'école privée Brentwood School, où il rencontre Jesse Carmichael, Mickey Madden et Ryan Dusick, avec lesquels il fonde le groupe Kara's Flowers.
Le groupe réalise en 1997 un album intitulé The Fourth World, qui ne rencontre aucun succès malgré la sortie d'un single, « Soap Disco ». Avec les Kara's Flowers, Adam Levine chante avec une voix plus grave que par la suite.
Le groupe est rebaptisé Maroon 5 à l'arrivée du guitariste James Valentine. La voix désormais plus expressive d'Adam Levine contribue alors pour beaucoup au succès du groupe. Leur premier album, Songs About Jane, évoque l'ex-compagne d'Adam Levine, qu'il considère comme une inspiration.
En 2005, Adam Levine intervient en featuring sur l'album des Ying Yang Twins, sur la chanson Live Again. Plus tard, il intervient sur l'album de Kanye West, Late Registration, sur le titre Heard'em Say. Il participe également, sur l'album MTV Unplugged d'Alicia Keys, au morceau Wild Horses.
En 2009, il apparaît en featuring sur le 3e album de K'Naan,Troubadour, sur le titre Bang Bang.
Stevie Wonder, les Beatles et The Police représentent pour Adam Levine des influences majeures.
Adam Levine est choisi pour incarner un personnage en 3D dans le jeu vidéo Band Hero, aux côtés de Taylor Swift et du groupe No Doubt.
En 2010, il fait partie du projet We Are the World 25 for Haiti pour Haïti.
Il chante également sur le titre Gotten de Slash, le premier album solo de son ami Slash, qui paraît en avril 2010, ainsi que dans la chanson Stereo Hearts, dans laquelle il collabore avec Gym Class Heroes.
Le 26 juin 2012, Maroon 5 sort aux États-Unis l'album Overexposed, dont le single Payphone en featuring avec Wiz Khalifa est déjà en tête des charts.
En novembre 2013, il est désigné « homme le plus sexy au monde » par le magazine People,
Adam Levine est à l'affiche en 2014 du film New York Melody avec Keira Knightley.

## Autres projets

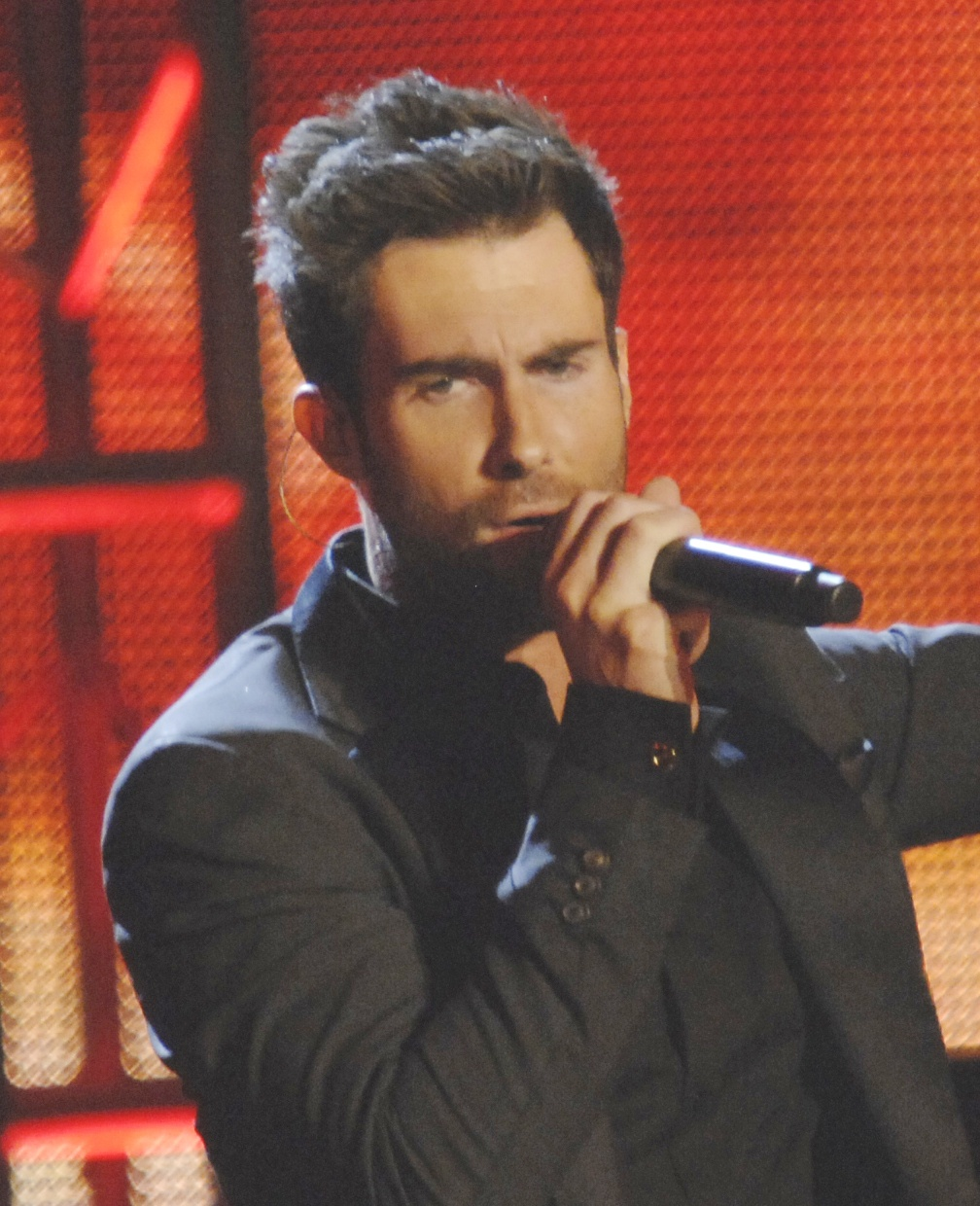
Adam Levine en 2015.

Adam Levine apparaît dans la deuxième saison (intitulée Asylum) de la série d'horreur American Horror Story, créée et produite par Ryan Murphy. La saison est diffusée depuis octobre 2012 aux États-Unis. En juin 2012, il a également évoqué son envie de participer à la série télévisée Glee, également produite par Ryan Murphy.
Il est membre du jury de l'émission de téléréalité The Voice aux États-Unis depuis la première saison, en 2011.
Il joue également son propre rôle dans la série 30 Rock, dans la saison 3, épisode 22.
Il incarne une rock star dans le film New York Melody, sorti en 2014.

## Vie privée
De 2010 à 2012, Adam Levine est le compagnon du mannequin russe Anne Vyalitsyna,. Elle est apparue dans les clips Misery (2010) et Never Gonna Leave This Bed (2010) de Maroon 5.
Depuis juin 2012, il est en couple avec la mannequin namibienne Behati Prinsloo. Ils se marient le 19 juillet 2014 au Mexique.
Ensemble, ils ont deux filles : Dusty Rose (née le 21 septembre 2016) et Gio Grace (née le 15 février 2018).
Behati Prinsloo tourne dans le clip Animals de Maroon 5 et apparaît avec sa fille Dusty Rose dans le clip Girls Like You. En septembre 2022, le couple annonce attendre un troisième enfant. Quelques jours après cette annonce, il est accusé d'avoir trompé sa femme par le mannequin Sumner Stroh sur le réseau social TikTok.
Adam Levine, qui a un frère ouvertement homosexuel, milite pour les droits LGBT (notamment en faveur du mariage pour les couples de même sexe).

## Discographie (hors Maroon 5)

### Singles
- 2011 : Stereo Hearts
- 2012 : My Life
- 2013 : YOLO (en collaboration avec The Lonely Island)
- 2015 : Locked away (en collaboration avec R. City)

## Filmographie

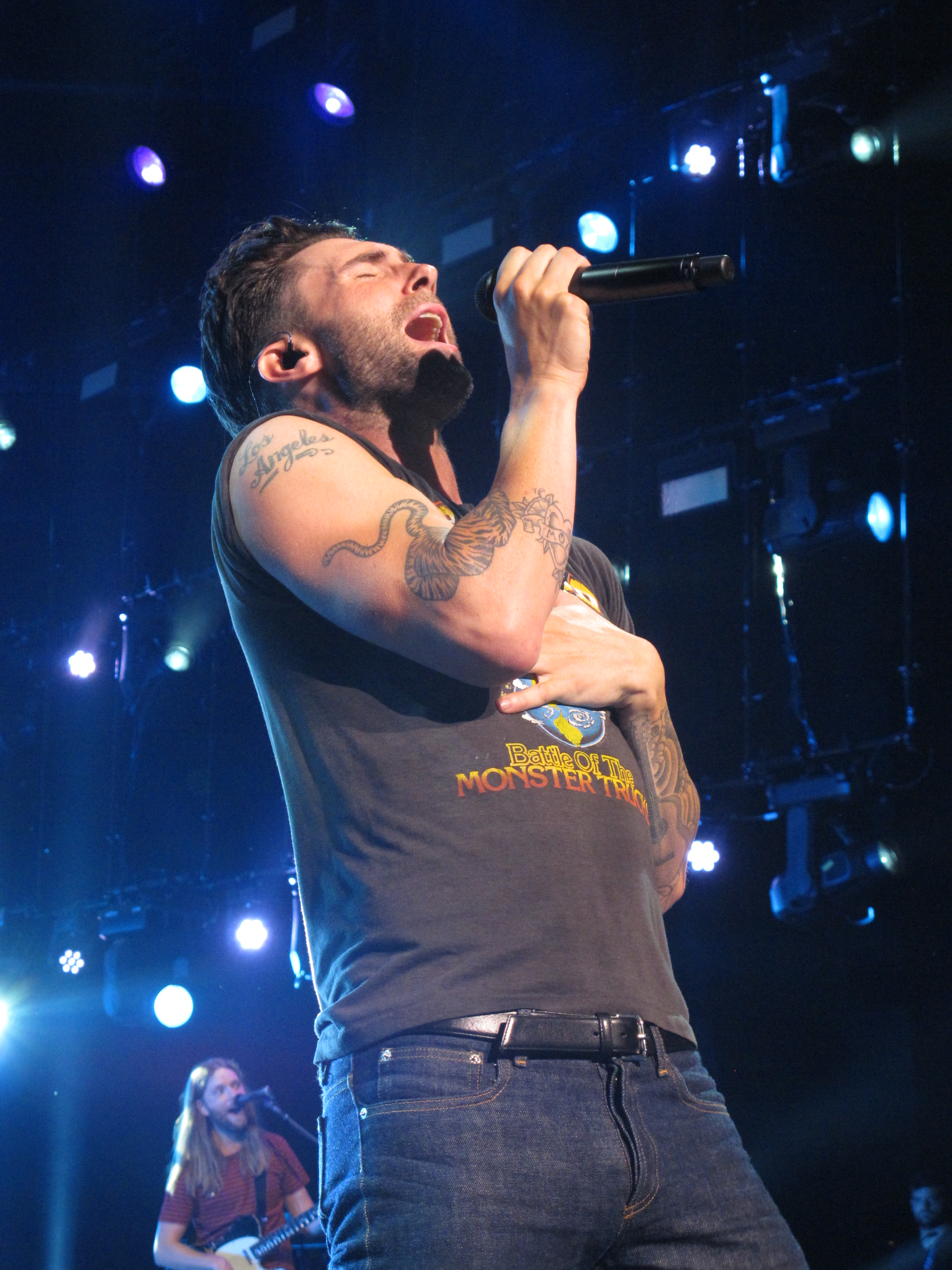
Adam Levine en concert en 2014.

Sauf indication contraire, les informations mentionnées dans cette section peuvent être confirmées par la base de données cinématographiques IMDb,  présente dans la section « Liens externes ».

### Cinéma

#### Longs métrages
- 2013 : New York Melody de John Carney : Dave Kohl
- 2015 : Unity de Shaun Monson : un narrateur
- 2015 : Klown Forever de Mikkel Norgaard : lui-même
- 2015 : Pitch Perfect 2 d'	Elizabeth Banks : lui-même (caméo dans le générique de fin)
- 2016 : Popstar: Never Stop Never Stopping de Akiva Schaffer et Jorma Taccone : lui-même
- 2017 : Fun Mom Dinner d'Alethea Jones : Luke
- 2017 : The Clapper de Dito Montiel : Ralph Ranter

#### Courts métrages
- 2005 : Email! de Tim Farrell : la voix de l'ordinateur

### Télévision

#### Séries télévisées
- 1997 : Beverly Hills 90210 de Darren Star : lui-même (1 épisode)
- 2009 : 30 Rock de Tina Fey : lui-même (saison 3, épisode 22)
- 2012 : American Horror Story: Asylum de Ryan Murphy et Brad Falchuk : Léo Morrison (3 épisodes)
- 2013 : Les Griffin de Seth MacFarlane : lui-même (1 épisode)
- 2016 : Broad City de Ilana Glazer et Abbi Jacobson : lui-même (1 épisode)

## Émissions télévisées
Cette section n'a pas vocation à lister les émissions dans lesquelles Adam Levin est un simple invité.
- 2011-2019 : The Voicede John de Mol : coach (saison 1 à 16)
- 2013 : Saturday Night Live de Lorne Michaels : lui-même (hôte exceptionnel d'un épisode)